# Ловці
Ловці́ (болг. Ловци) — село в Смолянській області Болгарії. Входить до складу общини Мадан.

## Населення
За даними перепису населення 2011 року у селі проживали 243 особи.
Національний склад населення села:
| Національність   | Кількість осіб | Відсоток |
| ---------------- | -------------- | -------- |
| болгари          | 224            | 95,7%    |
| інша             | 6              | 2,6%     |
| Всього відповіли | 234            |          |

Розподіл населення за віком у 2011 році:
Динаміка населення: